# أحمد أحمد الدفعي
 أحمد بن أحمد الدفعي (1930 - 1955) ثائر، عسكري يمني ولد في صنعاء ، تخرج في مدرسة (الأيتام) في مدينة صنعاء، ثم التحق بالكلية الحربية اليمنية، وعين بعد تخرجه ضابطًا في بلوك (كتيبة) في جيش المملكة المتوكلية؛ حتى قامت حركة إنقلاب 1955م، في مدينة تعز، بقيادة المقدم أحمد الثلايا التي أرغمت الإمام أحمد يحيى حميد الدين بالتنازل عن الإمامة لأخيه الأمير عبد الله يحيى حميد الدين، فشارك الدفعي مع زملائه في الحركة بحماس شديد، وقام بتوزيع صور تنازل الإمام أحمد لأخيه الأمير عبد الله، على أبواب المساجد، والمتاجر، والمنازل في مدينة تعز، كما كان كثير السخرية من الإمام أحمد، وعهده وأعوانه .

## حياته
وصفه زميله العميد محمد علي الأكوع في كتاب: (الموسوعة اليمنية) فقال: «لعب دورًا كبيرًا في التحريض لرفع المعنوية القتالية لدى أفراد الجيش، وواجه مصيره بثقة مشوبة بالسخرية».